# Liste der Baudenkmale in der Region Nelson
Die Liste der Baudenkmale in der Region Nelson umfasst alle vom New Zealand Historic Places Trust (NZHPT) als „Historic Place“ oder „Historic Area“ eingestuften Baudenkmale und Flächendenkmale der neuseeländischen Region Nelson. Die Angaben stammen aus dem Register des NZHPT. Die Bezeichnungen der Baudenkmale orientieren sich an diesem Register. In die Liste werden auch bekannte Wahi Tapu (Area), kulturell und religiös bedeutsame Stätten und Gebiete der Māori, aufgenommen. Sie werden jedoch meist nicht publiziert.

Am 1. Mai 2013 waren in der Region 155 Bauwerke und Flächendenkmale (ohne nicht veröffentlichte Waihi Tapu) ausgewiesen, darunter drei Historic Areas, 22 Denkmale der Kategorie 1, 130 Denkmale der Kategorie 2 und derzeit keine veröffentlichte Wahi Tapu/Wahi Tapu Areas.
Die folgende unvollständige Liste enthält alle Einträge der Kategorie 1 (Stand 4. Mai 2013) und mindestens Grundeinträge zu allen Einträgen der Kategorie 2 und den Historic Areas (Stand 22. Mai 2013).
| Bild           | Bezeichnung                                     | Ort             | Anschrift | Beschreibung | Bauzeit                        | Eintrag            | Nummer | Kat. |
| -------------- | ----------------------------------------------- | --------------- | --- | --- | ------------------------------ | ------------------ | ------ | ---- |
| weitere Bilder | All Saints’ Church                              | Nelson          | 30 Vanguard Street Karte                                                                                          | anglikanische Kirche | 1868                           | 6. September 1984  | 0251   | 1    |
| weitere Bilder | Bishop’s School                                 | Nelson          | 43 Nile Street Karte                                                                                              | ehem. Schule | 1881                           | 25. November 1982  | 1546   | 1    |
| weitere Bilder | Boulder Bank Lighthouse                         | Nelson          | Boulder Bank Karte                                                                                                | Leuchtturm | 1862                           | 23. Juni 1983      | 0041   | 1    |
| weitere Bilder | Broadgreen                                      | Stoke           | 276 Nayland Road Karte                                                                                            | Wohnhaus, heute Museum | 1854–1857 (ca.)                | 2. April 1985      | 0252   | 1    |
| BW             | Brookside                                       | Nelson          | 3 Brookside Karte                                                                                                 | Wohnhaus | 1840er oder frühe 1850er Jahre | 14. Februar 1991   | 5119   | 1    |
| weitere Bilder | Chapel of the Holy Evangelists                  | Bishopdale      | 223 Waimea Road Karte                                                                                             | Kapelle | 1877                           | 6. September 1984  | 0249   | 1    |
| weitere Bilder | Church Steps                                    | Nelson          | Church Hill, Cathedral Square Karte                                                                               | Treppenanlage vor der Kathedrale von Nelson                                                                                           | 1912–1913                      | 21. September 1989 | 0253   | 1    |
| weitere Bilder | Fairfield House                                 | Nelson          | 48 Van Dieman Street Karte                                                                                        | Wohnhaus von Arthur Samuel Atkinson, Bruder des neuseeländischen Premierministers Harry Atkinson, heute Gemeindezentrum und Gästehaus | 1849                           | 27. Juni 1982      | 0256   | 1    |
| weitere Bilder | Garin Memorial Chapel                           | Nelson          | 272 Atawhai Drive, Wakapuaka Cemetery Karte (ungenau)                                                             | Friedhofskapelle | 1890                           | 11. Dezember 2009  | 1637   | 1    |
| weitere Bilder | Glasgow Building                                | Nelson          | 281 Trafalgar Street Karte                                                                                        | ehem. Bürogebäude, heute Pub | 1889                           | 28. Juni 1990      | 258    | 1    |
| weitere Bilder | Hardy Street Girls’ School                      | Nelson          | 319 Hardy Street Karte                                                                                            | Mädchenschule, heute Polytechnikum | 1860                           | 14. Februar 1991   | 5117   | 1    |
| weitere Bilder | Harley House                                    | Nelson          | 170 Milton Street Karte                                                                                           | Villa | 1869                           | 16. November 1989  | 0255   | 1    |
| weitere Bilder | Melrose House                                   | Nelson          | 26 Brougham Street Karte                                                                                          | Villa, heute Veranstaltungsstätte | 1881                           | 28. Juni 1990      | 0259   | 1    |
| weitere Bilder | Nelson School of Music                          | Nelson          | Ecke 48 Nile Street, School of Music Lane und Collingwood Street Karte                                            | Musikschule, Konzertsaal | 1901                           | 30. Juni 1998      | 7426   | 1    |
| weitere Bilder | Pillar Letter Box                               | Nelson          | 319 Hardy Street Karte                                                                                            | Gusseiserner Postkasten | 1864                           | 28. Juni 1990      | 5116   | 1    |
| BW             | Provincial Buildings Fire Engine House          | Nelson          | Hardy Street Karte (ungenau)                                                                                      | Feuerwehrhaus, ehemaliges | 1865–1866                      | 6. September 1984  | 0257   | 1    |
| weitere Bilder | Rocks Road Chain Fence                          | Nelson          | Rocks Road und Wakefield Quay Karte                                                                               | ca. 2 km langes Kettengeländer an der Meeresküste                                                                                     | 1898                           | 16. November 1989  | 0254   | 1    |
| BW             | Survey Test Marks                               | Nelson          | 200-204 Bridge Street nördlich der Gerichtsgebäudes/319 Hardy Street östlich der Hardy Street Girls’ School Karte | zwei in den Boden eingelassene Vermessungspunkte                                                                                      | 1877; 1902                     | 22. Juni 2004      | 7699   | 1    |
| weitere Bilder | Theatre Royal                                   | Nelson          | 78 Rutherford Street Karte                                                                                        | Theater/Opernhaus | 1878                           | 20. Oktober 2011   | 3341   | 1    |
| BW             | Trout Hatchery                                  | Nelson          | 331 Hardy Street, Nelson Karte                                                                                    | Forellenzuchtanlage | 1867                           | 28. Juni 1990      | 5115   | 1    |
| weitere Bilder | Wills Jewellers                                 | Nelson          | 29 Bridge Street Karte                                                                                            | Juweliergeschäft | 1855                           | 13. Dezember 1990  | 5118   | 1    |
| BW             | Woodstock House                                 | Stoke           | 77 Covent Drive Karte                                                                                             | Wohnhaus | 1854                           | 15. Februar 1990   | 0260   | 1    |
| weitere Bilder | Nelson Women’s Club Building                    | Nelson          | 294-296 Trafalgar Street Karte                                                                                    | Clubhaus | 1900                           | 25. November 1982  | 1548   | 2    |
| weitere Bilder | Church (Baptist)                                | Nelson          | 197 Bridge Street Karte                                                                                           | baptistische Kirche | n.a.                           | 25. November 1982  | 1549   | 2    |
| weitere Bilder | Trinity Presbyterian Church                     | Nelson          | 64-66 Nile Street Karte                                                                                           | presbyterianische Kirche | n.a.                           | 25. November 1982  | 1550   | 2    |
| weitere Bilder | Collingwood Street Bridge                       | Nelson          | Collingwood Street / Maitai River Karte                                                                           | Brücke | n.a.                           | 25. November 1982  | 1551   | 2    |
| BW             | Corner Shop                                     | Nelson          | 151 Collingwood Street und Nile Street Karte                                                                      | Eckladen | n.a.                           | 25. November 1982  | 1552   | 2    |
| BW             | Fellworth                                       | Nelson          | 193 Milton Street Karte                                                                                           | Wohnhaus | n.a.                           | 25. November 1982  | 1553   | 2    |
| weitere Bilder | General Printing Services Building              | Nelson          | 258 Wakefield Quay Karte                                                                                          | Büro-/Geschäftsgebäude einer Druckerei                                                                                                | n.a.                           | 25. November 1982  | 1554   | 2    |
| BW             | House                                           | Nelson          | 19 Richmond Avenue Extension Karte                                                                                | Wohnhaus | n.a.                           | 25. November 1982  | 1557   | 2    |
| BW             | House                                           | Nelson          | 5 Allan Street Karte                                                                                              | Wohnhaus | n.a.                           | 25. November 1982  | 1558   | 2    |
| BW             | House                                           | Nelson          | 20 Avon Terrace Karte                                                                                             | Wohnhaus | n.a.                           | 25. November 1982  | 1559   | 2    |
| BW             | House                                           | Nelson          | 31 Bronte Street Karte                                                                                            | Wohnhaus | n.a.                           | 25. November 1982  | 1561   | 2    |
| BW             | House                                           | Nelson          | 46 Brougham Street Karte                                                                                          | Wohnhaus | n.a.                           | 25. November 1982  | 1562   | 2    |
| weitere Bilder | California House, Nelson                        | Nelson          | 29 Collingwood Street Karte                                                                                       | Wohnhaus | 1893 (ca.)                     | 25. November 1982  | 1563   | 2    |
| BW             | House                                           | Nelson          | 15 Fifeshire Crescent Karte                                                                                       | Wohnhaus | n.a.                           | 25. November 1982  | 1565   | 2    |
| BW             | House                                           | Nelson          | 17 Fifeshire Crescent Karte                                                                                       | Wohnhaus | n.a.                           | 25. November 1982  | 1566   | 2    |
| BW             | House                                           | Nelson          | 24 Grove Street Karte                                                                                             | Wohnhaus | n.a.                           | 25. November 1982  | 1567   | 2    |
| BW             | House                                           | Nelson          | 82 Halifax Street Karte                                                                                           | Wohnhaus | n.a.                           | 25. November 1982  | 1568   | 2    |
| BW             | House                                           | Nelson          | 380 Hardy Street East und Avon Terrace Karte                                                                      | Wohnhaus | n.a.                           | 25. November 1982  | 1569   | 2    |
| weitere Bilder | House                                           | Nelson          | 233 Haven Road Karte                                                                                              | Wohnhaus | n.a.                           | 25. November 1982  | 1570   | 2    |
| weitere Bilder | Eden Villa, Nelson                              | Nelson          | 46 Manuka Street Karte                                                                                            | Wohnhaus | n.a.                           | 25. November 1982  | 1571   | 2    |
| BW             | House                                           | Nelson          | 16 Ngatitama Street Karte                                                                                         | Wohnhaus | n.a.                           | 25. November 1982  | 1572   | 2    |
| BW             | House                                           | Nelson          | 18 Ngatitama Street Karte                                                                                         | Wohnhaus | n.a.                           | 25. November 1982  | 1573   | 2    |
| BW             | House                                           | Nelson          | 24 Ngatitama Street Karte                                                                                         | Wohnhaus | n.a.                           | 25. November 1982  | 1574   | 2    |
| weitere Bilder | House                                           | Nelson          | 28 Nile Street Karte                                                                                              | Wohnhaus | n.a.                           | 25. November 1982  | 1575   | 2    |
| BW             | House                                           | Nelson          | 164 Nile Street Karte                                                                                             | Wohnhaus | n.a.                           | 25. November 1982  | 1576   | 2    |
| BW             | House                                           | Nelson          | 176 Nile Street Karte                                                                                             | Wohnhaus | n.a.                           | 25. November 1982  | 1577   | 2    |
| BW             | House                                           | Nelson          | 181 Nile Street Karte                                                                                             | Wohnhaus | n.a.                           | 25. November 1982  | 1578   | 2    |
| BW             | House                                           | Nelson          | 198 Nile Street Karte                                                                                             | Wohnhaus | n.a.                           | 25. November 1982  | 1579   | 2    |
| BW             | House                                           | Nelson          | 2 Richmond Avenue Karte                                                                                           | Wohnhaus | n.a.                           | 25. November 1982  | 1580   | 2    |
| BW             | House                                           | Nelson          | 4 Richmond Avenue Karte                                                                                           | Wohnhaus | n.a.                           | 25. November 1982  | 1581   | 2    |
| BW             | House                                           | Nelson          | 10 Richmond Avenue Karte                                                                                          | Wohnhaus | n.a.                           | 25. November 1982  | 1582   | 2    |
| BW             | House                                           | Nelson          | 13 Richmond Avenue Karte                                                                                          | Wohnhaus | n.a.                           | 25. November 1982  | 1583   | 2    |
| BW             | House                                           | Nelson          | 24 Richardson Street Karte                                                                                        | Wohnhaus | n.a.                           | 25. November 1982  | 1584   | 2    |
| BW             | House                                           | Nelson          | 41 Russell Street Karte                                                                                           | Wohnhaus | n.a.                           | 25. November 1982  | 1585   | 2    |
| weitere Bilder | House                                           | Nelson          | 34 Tasman Street Karte                                                                                            | Wohnhaus | n.a.                           | 25. November 1982  | 1586   | 2    |
| weitere Bilder | House                                           | Nelson          | 36 Tasman Street Karte                                                                                            | Wohnhaus | n.a.                           | 25. November 1982  | 1587   | 2    |
| BW             | House                                           | Nelson          | 135 Tasman Street Karte                                                                                           | Wohnhaus | n.a.                           | 25. November 1982  | 1588   | 2    |
| BW             | House                                           | Nelson          | 151 Tasman Street Karte                                                                                           | Wohnhaus | n.a.                           | 25. November 1982  | 1589   | 2    |
| BW             | House                                           | Nelson          | 139 Waimea Road Karte                                                                                             | Wohnhaus | n.a.                           | 25. November 1982  | 1590   | 2    |
| BW             | Iron Duke Sea Scouts Building                   | Nelson          | 326 Wakefield Quay Karte                                                                                          | Café, Pfadfindergebäude | n.a.                           | 25. November 1982  | 1591   | 2    |
| weitere Bilder | Isel House and Park                             | Stoke           | 16 Hilliard Street und 489 Main Road Karte                                                                        | Wohnhaus | n.a.                           | 25. November 1982  | 1592   | 2    |
| BW             | Kapanga                                         | Nelson          | 9 Endeavour Street Karte                                                                                          | Wohnhaus | n.a.                           | 25. November 1982  | 1593   | 2    |
| BW             | Masonic Temple                                  | Nelson          | 133 Collingwood Street Karte                                                                                      | Freimaurerloge | n.a.                           | 25. November 1982  | 1594   | 2    |
| BW             | Nelson Central School                           | Nelson          | 17 Manuka Street Karte                                                                                            | Schule | n.a.                           | 25. November 1982  | 1596   | 2    |
| weitere Bilder | Nelson Club                                     | Nelson          | 61-65 Selwyn Place Karte                                                                                          | Clubhaus | n.a.                           | 25. November 1982  | 1597   | 2    |
| BW             | Nelson College Barnicoat House                  | Nelson          | 37 Ngatitama Street Karte                                                                                         | Gebäude des Nelson College | n.a.                           | 25. November 1982  | 1598   | 2    |
| BW             | Nelson College Rutherford House                 | Nelson          | 32 Ngatitama Street Karte                                                                                         | Gebäude des Nelson College | n.a.                           | 25. November 1982  | 1599   | 2    |
| BW             | Nelson Polytechnic Building                     | Nelson          | 75 Nile Street Karte                                                                                              | Gebäude des Nelson Polytechnic | n.a.                           | 25. November 1982  | 1600   | 2    |
| weitere Bilder | Nelson Institute Building (Former)              | Nelson          | 309 Hardy Street und Harley Street Karte                                                                          | |                                |                    | 1603   | 2    |
| weitere Bilder | Nelson Hospital Nurses’ Home (Former)           | Nelson          | 44 Franklyn Street, Nelson South Karte                                                                            | ehem. Schwesternwohnheim |                                |                    | 1604   | 2    |
| weitere Bilder | Newman’s Building                               | Nelson          | 222 Hardy Street Karte                                                                                            | |                                |                    | 1606   | 2    |
| BW             | Ronaki                                          | Nelson          | 14 Endeavour Street Karte                                                                                         | |                                |                    | 1608   | 2    |
| BW             | Rutherglen                                      | Nelson          | 5 Whitby Road Karte                                                                                               | |                                |                    | 1609   | 2    |
| BW             | Shopfronts                                      | Nelson          | 274-278 Hardy Street Karte                                                                                        | |                                |                    | 1610   | 2    |
| weitere Bilder | St Mary’s Church (Catholic)                     | Nelson          | 18-26 Manuka Street Karte                                                                                         | katholische Kirche |                                |                    | 1611   | 2    |
| weitere Bilder | State Chambers Building                         | Nelson          | 85 Trafalgar Street und 36 Halifax Street Karte                                                                   | |                                |                    | 1612   | 2    |
| weitere Bilder | Smythe Building                                 | Nelson          | 300 Trafalgar Street Karte                                                                                        | |                                |                    | 1613   | 2    |
| weitere Bilder | Development House (Former Staig & Smith)        | Nelson          | 280 Trafalgar Street Karte                                                                                        | |                                |                    | 1614   | 2    |
| weitere Bilder | St John’s Church (Methodist)                    | Nelson          | 320 Hardy Street Karte                                                                                            | methodistische Kirche |                                |                    | 1615   | 2    |
| weitere Bilder | Colonial Mutual Life Assurance Society Building | Nelson          | 249-251 Trafalgar Street und 187-197 Hardy Street Karte                                                           | ehem. Versicherungsgebäude |                                |                    | 1616   | 2    |
| weitere Bilder | Trathen’s Building                              | Nelson          | 191 Trafalgar Street Karte                                                                                        | Im Juli 2016 abgerissen |                                |                    | 1617   | 2    |
| weitere Bilder | Warwick House (Formerly Sunnyside)              | Nelson          | 64 Brougham Street Karte                                                                                          | |                                |                    | 1618   | 2    |
| BW             | P.S.I.S                                         | Nelson          | 194-196 Trafalgar Street Karte                                                                                    | |                                |                    | 1619   | 2    |
| weitere Bilder | Wilkins and Field Building                      | Nelson          | 232 Hardy Street Karte                                                                                            | |                                |                    | 1620   | 2    |
| weitere Bilder | Dalgety and Company Limited Building (Former)   | Nelson          | 284 Trafalgar Street Karte                                                                                        | |                                |                    | 1621   | 2    |
| weitere Bilder | St John the Evangelist Church (Anglican)        | Hira            | Wakapuaka Road und Cable Bay Road Karte                                                                           | anglikanische Kirche | 1888 (ca.)                     | 30. September 2009 | 1656   | 2    |
| BW             | Cob House                                       | Nelson          | 35 Washington Road Karte                                                                                          | |                                |                    | 2990   | 2    |
| BW             | Custom House Hotel                              | Nelson          | 252 Haven Road Karte                                                                                              | Hotel |                                |                    | 2993   | 2    |
| BW             | House                                           | Nelson          | 94 Nile Street Karte                                                                                              | Haus |                                |                    | 2997   | 2    |
| BW             | Hon. Harry Atmore’s House                       | Nelson          | 15 Dorothy Annie Way Karte                                                                                        | Wohnhaus |                                |                    | 2998   | 2    |
| BW             | House                                           | Nelson          | 23 Allan Street Karte                                                                                             | Haus |                                |                    | 2999   | 2    |
| weitere Bilder | House                                           | Nelson          | 36 Brougham Street Karte                                                                                          | Haus |                                |                    | 3002   | 2    |
| BW             | House "Fish House"                              | Nelson          | 131 Collingwood Street Karte                                                                                      | |                                |                    | 3003   | 2    |
| BW             | House ‘Clairmont’                               | Nelson          | 214 Collingwood Street Karte                                                                                      | |                                |                    | 3004   | 2    |
| BW             | House                                           | Nelson          | 194 Nile Street Karte                                                                                             | Haus |                                |                    | 3007   | 2    |
| BW             | House                                           | Nelson          | 6 Russell Street Karte                                                                                            | Haus |                                |                    | 3008   | 2    |
| BW             | House                                           | Nelson          | 14 Russell Street Karte                                                                                           | Haus |                                |                    | 3009   | 2    |
| BW             | House                                           | Nelson          | 16 Russell Street Karte                                                                                           | Haus |                                |                    | 3010   | 2    |
| BW             | House                                           | Nelson          | 18 Russell Street Karte                                                                                           | Haus |                                |                    | 3011   | 2    |
| BW             | House                                           | Nelson          | 20 Russell Street Karte                                                                                           | Haus |                                |                    | 3012   | 2    |
| BW             | House                                           | Nelson          | 27 Russell Street Karte                                                                                           | Haus |                                |                    | 3013   | 2    |
| BW             | House                                           | Nelson          | 11 Tasman Street Karte                                                                                            | Haus |                                |                    | 3014   | 2    |
| BW             | House                                           | Nelson          | 229 Haven Road Karte                                                                                              | Haus |                                |                    | 3015   | 2    |
| BW             | House                                           | Nelson          | 231 Haven Road Karte                                                                                              | Haus |                                |                    | 3016   | 2    |
| BW             | Kitts for Shoes Building                        | Nelson          | 240 Trafalgar Street Karte                                                                                        | |                                |                    | 3018   | 2    |
| BW             | Marsden House (Former Diocesan Hall)            | Nelson          | 41 Nile Street Karte                                                                                              | |                                |                    | 3019   | 2    |
| weitere Bilder | New Zealand Insurance Building                  | Nelson          | 204 Hardy Street Karte                                                                                            | Gebäude einer Versicherung |                                |                    | 3022   | 2    |
| weitere Bilder | Public Trust Office (Former)                    | Nelson          | 221 Hardy Street Karte                                                                                            | |                                |                    | 3024   | 2    |
| weitere Bilder | St Barnabas Church (Anglican)                   | Stoke           | 523 Main Road Karte                                                                                               | anglikanische Kirche | n.a.                           | 25. November 1982  | 3025   | 2    |
| weitere Bilder | Stone Wall (in front of former Rowing Club)     | Nelson          | Wakefield Quay Karte                                                                                              | Steinmauer / Uferbefestigung | n.a.                           | 25. November 1982  | 3026   | 2    |
| weitere Bilder | The ‘Ritz’, Louis Kerr Ltd. Building            | Nelson          | 243-245 Trafalgar Street Karte                                                                                    | |                                |                    | 3027   | 2    |
| BW             | World War One Memorial                          | Nelson          | Church Hill, Cathedral Square Karte                                                                               | Denkmal für den Ersten Weltkrieg | n.a.                           | 25. November 1982  | 3029   | 2    |
| BW             | Youth Hostel                                    | Nelson          | 42 Weka Street Karte                                                                                              | Jugendherberge |                                |                    | 3030   | 2    |
| BW             | House                                           | Nelson          | 21 Fountain Place Karte                                                                                           | Haus |                                |                    | 4902   | 2    |
| BW             | House                                           | Nelson          | 16 Fountain Place Karte                                                                                           | Haus |                                |                    | 4983   | 2    |
| BW             | House                                           | Nelson          | 14 Fountain Place Karte                                                                                           | Haus |                                |                    | 4984   | 2    |
| BW             | Cottage                                         | Nelson          | 216 Rutherford Street Karte                                                                                       | Landhaus |                                |                    | 5155   | 2    |
| BW             | Cottage                                         | Nelson          | 218 Rutherford Street Karte                                                                                       | Landhaus |                                |                    | 5156   | 2    |
| BW             | Cottage                                         | Nelson          | 220 Rutherford Street Karte                                                                                       | Landhaus |                                |                    | 5157   | 2    |
| BW             | Cottage                                         | Nelson          | 222 Rutherford Street Karte                                                                                       | Landhaus |                                |                    | 5158   | 2    |
| BW             | Cottage                                         | Nelson          | 224 Rutherford Street Karte                                                                                       | Landhaus |                                |                    | 5159   | 2    |
| BW             | Cottage                                         | Nelson          | 226 Rutherford Street Karte                                                                                       | Landhaus |                                |                    | 5160   | 2    |
| weitere Bilder | Magazine                                        | Nelson          | Albion Square Karte (ungenau)                                                                                     | |                                |                    | 5161   | 2    |
| BW             | Sunday School Hall (Behind St John’s Church)    | Nelson          | 320 Hardy Street Karte                                                                                            | Sonntagsschule |                                |                    | 5162   | 2    |
| BW             | Cob House                                       | Nelson          | 41B Brook Street Karte                                                                                            | |                                |                    | 5163   | 2    |
| weitere Bilder | Blick House (Former)                            | Nelson          | 26 Blick Terrace, Brook Valley Karte                                                                              | |                                |                    | 5164   | 2    |
| BW             | Johnston House                                  | Nelson          | 89 Haven Road Karte                                                                                               | |                                |                    | 5165   | 2    |
| BW             | House                                           | Nelson          | 81 Haven Road Karte                                                                                               | Haus |                                |                    | 5166   | 2    |
| BW             | House ‘Craigleen’                               | Nelson          | 1 Church Lane Karte                                                                                               | Wohnhaus |                                |                    | 5167   | 2    |
| BW             | Baigent’s House                                 | Nelson          | 114 Rutherford Street Karte                                                                                       | |                                |                    | 5168   | 2    |
| weitere Bilder | Plunket and Rest Rooms                          | Nelson          | 324 Trafalgar Square Karte                                                                                        | Räumlichkeiten der Plunket Society und Frauenruheraum                                                                                 |                                |                    | 5169   | 2    |
| weitere Bilder | Fifeshire House                                 | Nelson          | 328 Trafalgar Square Karte                                                                                        | |                                |                    | 5170   | 2    |
| BW             | Morrison Sclanders and Co. Building (Former)    | Nelson          | 254 Hardy Street und Morrison Street Karte                                                                        | |                                |                    | 5173   | 2    |
| weitere Bilder | Edwards and Company Building                    | Nelson          | 1 Haven Road Karte                                                                                                | |                                |                    | 5174   | 2    |
|                | Midden/Work Area                                | Nelson          | Nelson District                                                                                                   | Abfallhaufen/Arbeitsfläche |                                |                    | 5870   | 2    |
|                | Midden/Ovens                                    | Nelson          | Nelson District                                                                                                   | Abfallhaufen/Öfen |                                |                    | 5950   | 2    |
|                | Midden                                          | Nelson          | Nelson District                                                                                                   | Abfallhaufen |                                |                    | 5951   | 2    |
|                | Midden                                          | Nelson          | Nelson District                                                                                                   | Abfallhaufen |                                |                    | 5952   | 2    |
|                | Ovens                                           | Nelson          | Nelson District                                                                                                   | Öfen |                                |                    | 5953   | 2    |
|                | Midden/Work Area                                | Nelson          | Nelson District                                                                                                   | Abfallhaufen/Arbeitsfläche |                                |                    | 5954   | 2    |
|                | Midden/Ovens                                    | Nelson          | Nelson District                                                                                                   | Abfallhaufen/Öfen |                                |                    | 5955   | 2    |
|                | Midden                                          | Nelson          | Nelson District                                                                                                   | Abfallhaufen |                                |                    | 5956   | 2    |
|                | Pa/Pits/Midden                                  | Nelson          | Nelson District                                                                                                   | Pa/Gruben/Abfallhaufen |                                |                    | 5957   | 2    |
|                | Pa/Terrace/Midden                               | Nelson          | Nelson District                                                                                                   | Pa/Terrasse/Abfallhaufen |                                |                    | 5958   | 2    |
|                | Midden/Work Floor                               | Nelson district | | Abfallhaufen/Arbeitsfläche |                                |                    | 5959   | 2    |
|                | Midden                                          | Nelson district | | Abfallhaufen |                                |                    | 5960   | 2    |
|                | Redoubt                                         | Nelson district | | Erdbefestigung |                                |                    | 5961   | 2    |
| weitere Bilder | Queens Gardens                                  | Nelson          | Bridge Street, Tasman Street, Hardy Street Karte                                                                  | |                                |                    | 7689   | 2    |
| weitere Bilder | The Suter Memorial Art Gallery                  | Nelson          | 208 Bridge Street Karte                                                                                           | |                                |                    | 7690   | 2    |
| weitere Bilder | Trafalgar Street Historic Area                  | Nelson          | Trafalgar Street Karte                                                                                            | Gebiet der ersten Besiedlung Nelsons, umfasst mehrere Einzeldenkmale                                                                  | ab 1841                        | 3. März 1995       | 7048   | HA   |
| BW             | Albion Square Historic Area                     | Nelson          | Albion Square Karte                                                                                               | |                                |                    | 7201   | HA   |
| BW             | Bishopdale Historic Area                        | Nelson          | 223 Waimea Road Karte                                                                                             | |                                |                    | 7475   | HA   |